# 倫蒂
倫蒂是匈牙利的城鎮，位於該國西部，距離首府佐洛埃格塞格32公里，由佐洛州負責管轄，面積73.80平方公里，2011年人口7,992，其中約八成居民信奉天主教。

## 外部連結
- Official homepage
- Aerial photographs of Lenti （页面存档备份，存于）